# Mihály Lantos
Mihály Lantos (nacido como Mihály Lendenmayer; Budapest, 29 de septiembre de 1928-Budapest, 31 de diciembre de 1989), también puede aparecer escrito como Lantos Mihály, fue un futbolista y entrenador húngaro. Jugó como defensa, pasando la mayor parte de su carrera en el MTK Hungária FC. Durante la década de 1950 fue miembro de la selección húngara conocida como los Magiares Poderosos.
Después de retirarse como jugador Lantos trabajó como entrenador. Entre 1965 y 1967 fue el segundo entrenador junto a Márton Bukovi en el Olympiacos CFP. A continuación, regresó a Hungría y dirigió varios equipos incluyendo el Videoton FC.

## MTK Hungária
Lantos comenzó a jugar en el MTK en 1948. En 1949, cuando Hungría se convirtió en un estado comunista, el MTK pasó a ser un club dependiente de la policía secreta, la ÁVH y el club posteriormente cambió de nombre varias veces. Inicialmente se denominó Textiles SE, Bástya SE, Vörös Lobogó SE y, finalmente, de vuelta a MTK. A pesar de esta confusión, la década de 1950 resultó ser una época exitosa para el club y el entrenador Márton Bukovi, con un equipo que incluía otros grandes jugadores de la selección húngara como Nándor Hidegkuti, Péter Palotás y Jozsef Zakariás.
Con el MTK, Lantos ganó tres títulos de Liga, una Copa de Hungría y una Copa Mitropa. En 1955, como Vörös Lobogo SE, también jugó en la primera Copa de Europa. Lantos, anotó tres goles y ayudó al club a alcanzar los cuartos de final.

## Selección nacional
Entre 1949 y 1956, Mihály Lantos disputó 52 partidos con la selección de Hungría y anotó 5 goles en total. Hizo su debut internacional el 10 de julio de 1949 en una victoria por 8-2 contra Polonia. Como uno de los Magiares Poderosos, ayudó a Hungría a ser campeones olímpicos en 1952, campeón de Europa central en 1953 y derrotar a Inglaterra dos veces. Marcó el primer gol cuando Hungría venció a Inglaterra 7-1 el 23 de mayo de 1954. Luego ayudó a Hungría llegar a la final de la Copa Mundial de 1954. Durante las finales de la Copa del Mundo jugó los cinco partidos para Hungría, anotando en la victoria de apertura 9-0 contra Corea del Sur y en la dura batalla de Berna encuentro de cuartos de final contra Brasil.

## Clubes
| Club             | País    | Año       |
| ---------------- | ------- | --------- |
| MÁVAG SK         | Hungría | 1941–1943 |
| BVSC Budapest    | Hungría | 1943–1944 |
| MÁV Konzum Elõre | Hungría | 1945      |
| Vasutas Elõre SC | Hungría | 1945–1947 |
| MTK              | Hungría | 1948–1961 |

## Palmarés

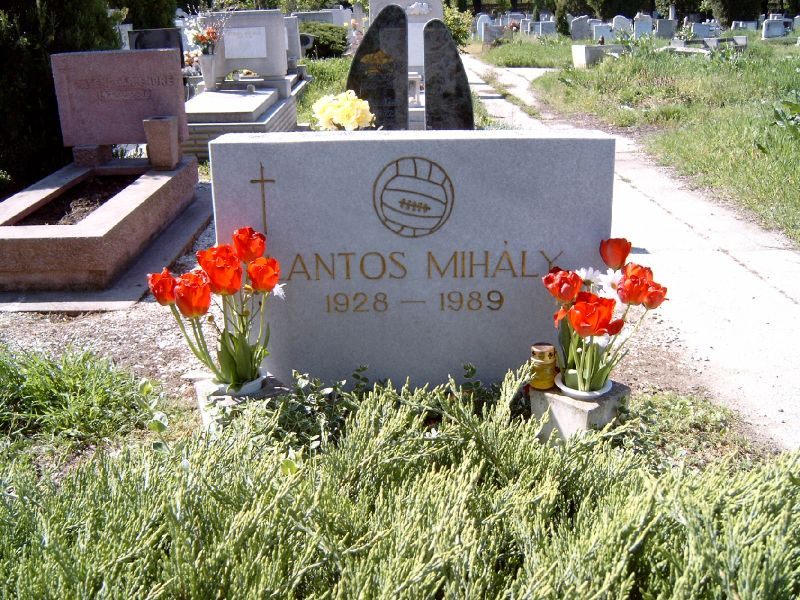
Tumba de Mihály Lantos en Budapest.

Hungría
- Campeón Olímpico
  - 1952
- Campeón de Europa central
  - 1953
- Copa Mundial
  - Subcampeón: 1954

MTK/Textiles/Bástya/Vörös Lobogó
- Liga húngara: 3
  - 1951, 1953, 1958
- Copa de Hungría: 1
  - 1952
- Copa Mitropa: 1
  - 1955

- Datos: Q643287
- Multimedia: Mihály Lantos / Q643287